# Philipp Menn
Philipp Menn (* 1978 oder 1979) ist ein deutscher Fernsehmoderator und Journalist.

## Leben und Wirken
Menn wurde in Wuppertal geboren, wuchs in Kleve auf und studierte Geographie, Wirtschaftsgeographie und Politikwissenschaft in Aachen und Bern. Danach machte er ein Volontariat beim Norddeutschen Rundfunk. 2013 wurde er Korrespondent im ARD-Hauptstadtstudio. Auf Bayern 2 moderierte er den Polit-Talk Eins zu Eins. 2018 übernahm er die Moderation im ARD-Mittagsmagazin.

## Kontroverse
Im Jahr 2021 warf die Bild-Zeitung Menn vor, Wahlwerbung für die Partei Bündnis 90/Die Grünen zu betreiben und in diesem Zusammenhang Verschwörungstheorien zu verbreiten. Menn hatte in der Sendung Aktuelle Stunde im WDR Fernsehen behauptet, dass hinter den Plagiats-Vorwürfen zu dem Buch Jetzt. Wie wir unser Land erneuern von Annalena Baerbock eine „bösartige Kampagne“ vom Medienwissenschaftler Stefan Weber, einigen CDU-Influencern und dem Springer-Konzern stecke, während er unerwähnt ließ, dass zuvor bereits andere Medien über die Vorwürfe berichtet hatten, so auch die ARD.